# Wilamy
Wilamy (prononciation : [viˈlamɨ]) est un village polonais de la gmina de Załuski dans le powiat de Płońsk de la voïvodie de Mazovie dans le centre-est de la Pologne.
Il se situe à environ 5 kilomètres au nord-est de Załuski (siège de la gmina), 18 kilomètres au sud-est de Płońsk (siège du powiat) et à 46 kilomètres au nord-ouest de Varsovie (capitale de la Pologne).

## Histoire
De 1975 à 1998, le village appartenait administrativement à la voïvodie de Ciechanów.